# Сюрень (хутор)
Сюрень (баш. Һүрәм) — хутор в Кугарчинском районе Республики Башкортостан Российской Федерации. Входит в состав Уральского сельсовета.

## География

### Географическое положение
Расстояние до:
- районного центра (Мраково): 27 км,
- центра сельсовета (Бикбулатово): 17 км,
- ближайшей ж/д станции (Мелеуз): 94 км.

## Население
| 2002 | 2009 | 2010 |
| ---- | ---- | ---- |
| 26   | ↘21  | ↘11  |

Национальный состав
Согласно переписи 2002 года, преобладающая национальность — башкиры (81 %).